# Fabric
Fabric es un famoso club nocturno de música electrónica ubicado en Farringdon, Londres. Fue fundado en 1999 en Charterhouse Street, frente al mercado de Smithfield. Fabric alcanzó el puesto #1 mundial en la lista de los 100 mejores clubes de la revista DJ Mag en 2007 y 2008 y el puesto #2 en 2009, 2010 y 2017.
En 2016 Fabric fue cerrado y las autoridades revocaron su licencia, luego de dos muertes relacionadas con el consumo de drogas dentro del club. Después de una campaña para salvar Fabric, se permitió la reapertura con mayor seguridad y restricciones.

## Historia
Fabric fue fundado por Keith Reilly  y Cameron Leslie y se inauguró el 29 de octubre de 1999.
Fabric ocupó el renovado espacio del Metropolitan Cold Stores, unos almacenes frigoríficos, y el mercado Smithfield Meat Market se encuentra directamente enfrente. La construcción del área se llevó a cabo durante la época victoriana junto a los puntos de referencia cercanos viaducto de Holborn y el Fleet Valley Bridge.
Fabric tiene tres salas separadas con sistemas de sonido independientes; dos de las salas cuentan con escenarios para actuaciones en vivo. Una característica del club es su piso vibrante en la Sala 1: conocido como una pista de baile bodysonic, las secciones del piso están unidas a 400 transductores de graves que emiten las frecuencias graves de la música que se está reproduciendo.
En 2010, Fabric entró brevemente en administración judicial después de que su club hermano Matter, con quien tenía un préstamo con garantía cruzada, anunciara que cerraría durante el verano debido a las dificultades financieras sufridas como consecuencia de los continuos retrasos con la actualización de la línea Jubilee por parte de TfL. Fabric salió a bolsa el 1 de junio de 2010. El 24 de junio se anunció que Fabric ya no estaba en administración judicial y había sido comprado por Fabric Life Limited, «un consorcio que respalda plenamente a los fundadores, la visión de Keith Reilly y Cameron Leslie».

### Cierre y reapertura
El 7 de septiembre de 2016, después de una revisión de las muertes relacionadas con las drogas de dos personas en el club, se revocó la licencia de Fabric y se anunció que el lugar se cerraría definitivamente. Se lanzó una campaña para asegurar el futuro del club, respaldada y popularizada por DJ, músicos, asistentes al lugar y varios políticos. El alcalde de Londres, Sadiq Khan, criticó la decisión y la colocó en el contexto de que la ciudad perdió el 50% de sus clubes nocturnos desde 2008, un «declive [que] debe detenerse si Londres quiere mantener su estatus de ciudad [viva] 24 horas con una vida nocturna de talla mundial».
Tras el cierre, los seguidores del club lanzaron una campaña en las redes sociales y de financiación colectiva para apoyar la reapertura del club. Se recaudaron más de £ 200,000 para un fondo de lucha legal para apelar la decisión del consejo. En noviembre de 2016, los informes noticiosos indicaron que el consejo y la administración del club estaban trabajando en un acuerdo extrajudicial que podría conducir a la reapertura del club. El 21 de noviembre de 2016, Fabric llegó a un acuerdo con el Consejo de Islington, con el respaldo del alcalde de Londres, para reabrir el club.
Fabric reabrió bajo las condiciones acordadas: un nuevo sistema de identificación, un sistema de vigilancia encubierto, una prohibición de por vida para cualquier persona que se encuentre traficando o en posesión de drogas y no se permite a nadie menor de 19 años entre el viernes a las 20:00 y el lunes a las 8:00.
Poco después de que se hicieran estos cambios, se anunció que Fabric reduciría a la mitad el número de noches de bass FabricLive, que incluían a la famosa residencia de drum & bass Playaz; ello generó controversia entre la comunidad de música bass, especialmente drum & bass.

## Estilo musical
Los géneros musicales que se tocan en Fabric varían. Los viernes noche, conocidos como FabricLive, están dedicados a los géneros de la música bass, principalmente drum and bass desde sus inicios. En FabricLive también suenan los géneros grime, breakbeat, dubstep y bassline. Los sábados noche, conocidos simplemente como Fabric, se pincha house, techno y disco, y cuentan con los DJ residentes del club Craig Richards y Terry Francis. Richards también fue uno de los directores de programación musical, seleccionando los line-ups para los sábados por la noche, que han contado con la participación de DJs como Ricardo Villalobos, Carl Craig o Ellen Allien entre muchos otros. Los domingos en Fabric son promocionados por Wetyourself, un evento polisexual que se lleva a cabo desde febrero de 2009. La política musical es el house y techno underground, con alguna PA en vivo ocasional.

## Empresas
Una serie de CD se lanzó en 2001 bajo Fabric Records. Rota mensualmente entre Fabric y FabricLive, y la serie presenta a DJ establecidos y emergentes. Es totalmente independiente y está operado únicamente por Fabric.
El 19 de septiembre de 2008, Reilly y Leslie abrieron el local de música Matter, con capacidad para 2600 personas. Ubicado en The O2, fue su primer proyecto fuera de Fabric. Matter se ha mantenido cerrado desde entonces.
Houndstooth es un sello discográfico de Fabric, iniciado en febrero de 2013.

## En la cultura popular
El club nocturno se usó como lugar de rodaje en la primera temporada de la serie de suspenso Killing Eve (2018-presente) de la BBC America, que se usó como locación de un club nocturno de Berlín en el episodio Don't I Know You? (T1, C3).